# Book Club - Il capitolo successivo
Book Club - Il capitolo successivo (Book Club: The Next Chapter) è un film del 2023 diretto da Bill Holderman.
La pellicola è il sequel del film del 2018 Book Club - Tutto può succedere, diretto sempre da Holderman.

## Trama
Diane, Vivian, Sharon e Carol decidono di portare il loro club del libro in Italia, per vivere la vacanza dei loro sogni.

## Produzione
Nel maggio 2022 Variety ha annunciato che Diane Keaton, Jane Fonda, Candice Bergen e Mary Steenburgen sarebbero tornate ad interpretare i rispettivi personaggi in un sequel deil film Book Club - Tutto può succedere.

## Distribuzione
La distribuzione del film nelle sale cinematografiche è avvenuta l'11 maggio 2023.